# Gonzalo García (rugby à XV, 1999)
Pour les articles homonymes, voir Gonzalo García et García.
Ne doit pas être confondu avec Gonzalo García (rugby à XV).

a Compétitions nationales et continentales officielles uniquement.

b Matchs officiels uniquement.
Dernière mise à jour le 22 septembre 2024.
Gonzalo García, né le 5 mars 1999 à Santa Fe (Argentine) est un joueur international argentin de rugby à XV, qui joue au poste de demi de mêlée pour l'équipe des Zebre Parma en United Rugby Championship depuis 2022.

## Biographie

### Carrière en club
Gonazalo García joue au poste de demi de mêlée avec Ceibos puis avec les Cafeteros Pro en Súperliga Americana de Rugby entre 2020 et 2021,.
En 2021, il rejoint l'Europe et s'engage avec l'équipe italienne de Valorugby Emilia,. L'année suivante, en 2022, il est transféré vers la franchise du Zebre Parma, évoluant en United Rugby Championship.

### Carrière internationale
Après un passage avec l'équipe d'Argentine des moins de 20 ans, il est sélectionné pour la première fois en équipe d'Argentine pour le Rugby Championship en 2021 contre la Nouvelle-Zélande,.
Fin juillet 2024, il est appelé avec les Pumas par Felipe Contepomi dans un groupe de trente-et-un joueurs pour le Rugby Championship 2024.

## Palmarès
Néant.